# Шахрох Шах
Шахрох Шах (*21 березня 1734 — 1796) — шах Ірану в 1748—1796.

## Життєпис
Походив з династії Афшаридів. Син Реза-Кулі-хана та онук Надер Шаха. Його матір'ю була Фатіма-Султан-бегум, донька шаха Солтан Хусейна. Тривалий час його батько значився як спадкоємець трону. Втім у 1742 за підозрою у змові Надир Шах наказав засліпити Реза-Кулі-хана. Тривалий час Шахрох мешкав з батьком у Тебрізі та Мешхеді.
У 1748 під час сходження на трон родича Аділь-шаха більшість синів та онуків Надир шаха було вбито, проте Шахрох врятувався. Незабаром шаха було повалено братом Ібрагімом. Утім, незабаром Шахрох сам повстав проти останнього. У серпні того ж року військо шаха Ібрагіма перейшло на бік Шахроха, який в Мешхеді став новим шахом.
Наприкінці 1749-го внаслідок змови Султан-Мухаммеда Мірзи Шахрох Шаха було повалено й засліплено. Весь час правління Султан-Мухаммеда Мірзи як Солеймана II Шахрох перебував в ув'язненні в Мешхеді. В результаті держава Афшаридів розпалася: в Астрабаді посів Мухаммед-Хасан-хан Каджар, в Ардебілі та Тебрізі — Азад-хан Афган, в південних областях — Карім Хан Занд, Абдол-Фатх-хан і Алі Мардан-хан Бахтіарі, в Кандагарі та Белуджистані — Ахмед-шах Абдалі.
Влітку 1750 внаслідок змови Солеймана II було повалено, а шахом знову став Шахрох. Проте його влада не поширювалася далі Хорасану. 1752 року уклав союз з афганським володарем Ахмед-шахом, спрямований проти Зандів й Бухарського ханства.
У 1760 році Шахрох зазнав поразки від військ Карим Хан Занд та визнав зверхність останнього.
Правління в Хорасані тривало до 1795, Шахрох Шах не втручався у боротьбу Каджарів та Зандів. після перемоги перших Ага Мохаммед-хан Каджар вдерся до Хорасану, на бік якого перейшли військовики Шахроха. Тому він не чинив спротив. У 1796 він видав усі свої скарби. Проте за наказом Ага Мохаммед-хан Шахроха стали катувати, вимагаючи нові скарби, а потім відправили до Мазандерану. Дорогою Шахрох помер у Дамгані.